# Bollschweil
Bollschweil est une commune de Bade-Wurtemberg (Allemagne), située dans l'arrondissement de Brisgau-Haute-Forêt-Noire, dans le district de Fribourg-en-Brisgau.

## Personnalités liées à la ville
- Ulric de Ratisbonne (1029-1093), saint mort à Saint-Ulric-en-Forêt-Noire.

## Jumelage
- Berstett (France) depuis 1990